# Musavat
Müsavat (azeri: Müsavat Partiyası, "Lighedspartiet", fra arabisk: (مساواة) "lighed, paritet") er et aserbajdsjansk politisk parti, og det ældste parti i landet, der stadig eksisterer. Partiets historie kan generelt opdeles i tre æraer: det tidlige Müsavat i perioden 1911-1923, dernæst en periode i eksil frem til 1989 og herefter partiets genopståen som det Nye Müsavat.
Partiet blev grundlagt af Mammed Amin Rasulzade, Abbasgulu Kazimzade og Taghi Nagioglu.